# Gerhard Terborch

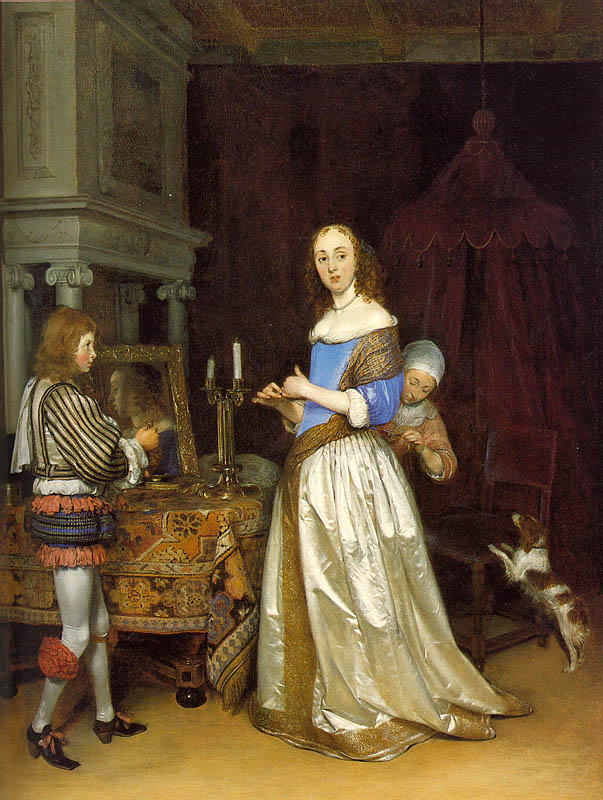
Gerhard Terborch - "Dam vid påklädandet" (1660). Institute of Arts, Detroit.

Gerhard Terborch, även ter Borch eller Terburg, född 1617 i Zwolle, död 1681 i Deventer, var en nederländsk målare. 

## Biografi
Terborch var elev till Pieter Molyn i Haarlem. Han företog resor till bland annat Tyskland, Italien och Spanien. Från 1654 var han verksam i Deventer. Han utförde huvudsakligen genre- och porträttmåleri. Han besökte flera länder, däribland Tyskland, där han 1648 vann berömmelse med grupporträttet Fredsdelegaterna i Münster. Hans tidiga verk bestod av vaktrumsmotiv liknande dem som Codde och Duyster målade, men han specialiserade sig senare på en mycket distinkt form av interiörmåleri, elegant och rofyllt, till exempel Sånglektionen och Kvinna som skriver brev.